# Klei-animatie

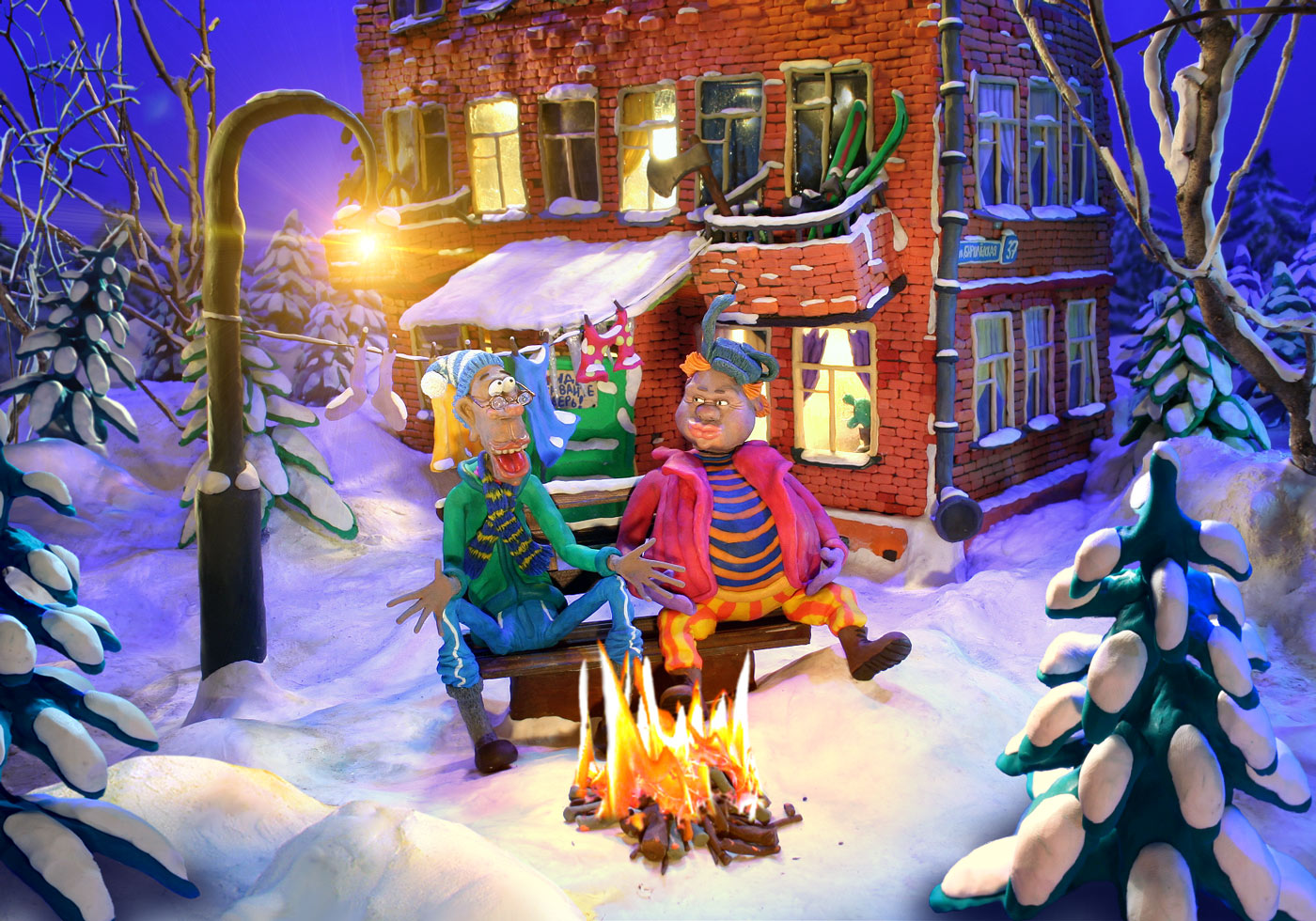
Klei-animatie

Klei-animatie of claymation is een van de vele vormen van stop-motion-animatie. De geanimeerde figuurtjes en eventueel ook de achtergrond zijn hierbij van een kneedbaar materiaal gemaakt, zoals klei of plasticine. Een pionier op dit terrein was de Amerikaanse regisseur Art Clokey (1921-2010).
Traditionele animatie van celanimatie tot stop-motion wordt geproduceerd door een opname te maken van elke "frame" of stilstaande afbeelding. Door deze afbeeldingen achter elkaar te zetten in een bepaalde snelheid (frames per second, afgekort fps) wordt de illusie van beweging gecreëerd. In de animatie-industrie is het aantal fps vaak 24.
Een studio die veel klei-animaties produceert is Aardman Animations.

## Techniek
Elk object of karakter is gemaakt van een kneedbaar materiaal, dat gewoonlijk om een metalen skelet zit dat "armature" genoemd wordt. Vervolgens wordt het karakter geplaatst op de set, waar elke keer als het karakter iets bewogen wordt een foto genomen wordt tot de animator het gewilde aantal seconden film heeft bereikt.

## Productie
Het maken van een klei-animatie is tijdrovend. Normale films lopen op 24 fps. Met het standaardgebruik van "doubles" of "twos" (het gebruiken van 2 frames voor elk shot) worden er meestal 12 veranderingen gemaakt voor elke seconde bewegende film. Een 90 minuten durende film vereist 64.800 foto's en mogelijk veel meer als sommigen delen geschoten worden met "singles" of "ones" (een frame voor elk shot).

## Voorbeelden
- Chicken Run
- Coraline
- Mary and Max
- Pingu
- Shaun het Schaap
- The Trap Door
- Wallace & Gromit